# 16 Sai no Koi Nante
 (mars 2012).
Si vous disposez d'ouvrages ou d'articles de référence ou si vous connaissez des sites web de qualité traitant du thème abordé ici, merci de compléter l'article en donnant les références utiles à sa vérifiabilité et en les liant à la section « Notes et références ».
Singles par Natsumi Abe
Iki wo Kasanemashō
(2008) Screen
(2008)
16 Sai no Koi Nante (16歳の恋なんて, Jūroku Sai no Koi Nante, ou 16sai...) est un single attribué à  Abe Natsumi & Yajima Maimi (Cute)  (安倍なつみ & 矢島舞美 (℃-ute)), interprété en duo par Natsumi Abe et par Maimi Yajima (du groupe Cute).

## Présentation
Le single, écrit et composé par KAN, sort le 16 janvier 2008 au Japon sur le label hachama. Il atteint la 9e place du classement de l'Oricon, et reste classé pendant quatre semaines, se vendant à 14 538 copies durant cette période. Il sort aussi dans une édition limitée incluant un livret en supplément, puis trois semaines plus tard au format "Single V" (DVD) contenant le clip vidéo et son "making of".
La chanson-titre figurera sur la compilation Hello! Project Special Unit Mega Best qui sort en fin d'année. La chanson en "face B", Watashi no Koibito na no ni, figurera quant à elle sur la compilation de fin d'année du Hello! Project Petit Best 9. C'est le public qui a décidé par un vote par téléphone portable lequel des deux titres figurerait en "face A" du single (la liste des votants figure dans le Special End Roll du "Single V").
Le clip vidéo de la chanson-titre figurera aussi sur le DVD de la compilation Special Unit Mega Best, tandis qu'une version alternative figurera sur la version DVD du Petit Best 9.

## Liste des titres
Single CD
1. 16 Sai no Koi Nante (16歳の恋なんて?)
2. Watashi no Koibito na no ni (私の恋人なのに?)
3. 16 Sai no Koi Nante (Instrumental) (16歳の恋なんて...?)
4. Watashi no Koibito na no ni (Instrumental) (私の恋人なのに...?)

Single V
1. 16 Sai no Koi Nante (16歳の恋なんて?)
2. 16 Sai no Koi Nante (Close-up Ver.) (16歳の恋なんて...?)
3. Making Eizo (メイキング映像?)
4. Special End Roll (スペシャルエンドロール?)